# Ойданич, Драголюб
Дра́голюб О́йданич (серб. Драгољуб Ојданић; 1 июня 1941, Ужице — 6 сентября 2020, Белград) — югославский военный деятель, начальник Генштаба и министр обороны Югославии в 1998—2000 годах. Международным трибуналом по бывшей Югославии приговорён к 15 годам тюремного заключения за совершение военных преступлений во время Югославских войн.

## Образование
В 1958 году — окончил пехотное училище. В 1964 году — окончил Академию сухопутных войск. Магистр военных наук.

## Военная карьера
Во время гражданской войны в Югославии в 1992 году Драголюб Ойданич руководил действиями корпуса района Ужице в восточной Боснии. В 1994—1996 годах — командующий Первой армией СРЮ. С 1996 года — заместитель начальника Генерального штаба. В 1999 году во время бомбардировок Югославии альянсом НАТО был начальником Генштаба армии Югославии. В 2000 году несколько месяцев был министром обороны ФРЮ.

## Суд в Гааге
25 апреля 2002 года добровольно прибыл в Гаагу и сдался Международному трибуналу по бывшей Югославии. 26 февраля 2009 года приговорён к 15 годам лишения свободы. 29 августа 2013 года досрочно освобожден и вернулся в Белград.

## Смерть
Умер после краткой болезни в военно-медицинской академии в Белграде 6 сентября 2020 года.

## Награды
- Орден Свободы (16 июня 1999 года) — за руководство военными действиями Югославской армии против сил НАТО[4]